# El terror de los bárbaros
El terror de los bárbaros (Il terrore dei barbari) es una película italiana de 1959 del género péplum dirigida por Carlo Campogalliani, con Steve Reeves y Chelo Alonso como actores principales. 
La película cuenta con la particularidad de no estar ambientada en la Antigüedad clásica sino 100 años después de la caída del Imperio Romano de Occidente, durante la invasión lombarda de la península itálica. En ese momento había sido reconquistada a los ostrogodos por el Imperio Romano de Oriente.
La acción se desarrolla en el año 568. 

## Argumento
La población de un pequeño pueblo ha sido invadida y masacrada por las tropas del rey Alboino. Para vengarse de esta masacre, durante la cual su padre encontró la muerte, Emiliano, seguido de algunos amigos, escapa a las montañas decidido a luchar contra los invasores.
Rápidamente, Emiliano, dotado de una fuerza hercúlea, logra sembrar un terror supersticioso entre los enemigos de su pueblo conducidos por Dolphus, jefe de los bárbaros que dominan el territorio. Las acciones de Emiliano llegan a conocimiento del rey Alboino, quien da órdenes severas para que hagan prisionero al rebelde Emiliano.
Emiliano, que entretanto se enamora de la hija de Dolphus, Landa, lucha entre los sentimientos de amor y odio, hasta el momento en que decide entregarse al enemigo deseando así salvar a los rehenes. El amor de Landa por el joven rebelde toca el corazón de su padre, quien pone en libertad a Emiliano con el fin de que su hija sea feliz. Aunque Dolphus tendrá que pagar por su gesto.